# Lasalleola
Lasalleola is een geslacht van vliesvleugeligen uit de familie van de Eulophidae. De wetenschappelijke naam van dit geslacht is voor het eerst geldig gepubliceerd in 2003 door T. C. Narendran.

## Soorten
Het geslacht Lasalleola is monotypisch en omvat slechts de volgende soort:
- Lasalleola obsona Narendran, 2003